# Windows калкулатор
Windows калкулатор (енгл. Windows Calculator) је софтвер-калкулатор укључен у свим верзијама Windows-а.